# Batrachomimus
Batrachomimus – rodzaj krokodylomorfa należący do grupy Paralligatoridae. Żył w późnej jurze na terenach dzisiejszej Brazylii. Został opisany w 2013 roku przez Felipe Montefeltro i współpracowników na podstawie niekompletnego szkieletu (LPRP/USP-0617) obejmującego większą część czaszki i żuchwy oraz pojedyncze osteodermy i kości kończyn. Został odkryty w datowanych na oksford lub kimeryd piaskowcach formacji Pastos Bons w stanie Maranhão.
Batrachomimus osiągał niewielkie rozmiary – prawdopodobnie mierzył około 1 m długości, z czego 20 cm przypadało na czaszkę. Była ona bardzo niska i miała długi pysk, stanowiący ponad 60% jej całkowitej długości. Proporcje czaszki, którymi przypominał krokodyle z grupy Crocodyloidea, oraz smukłe, stożkowate zęby sugerują, że Batrachomimus był zwierzęciem ziemnowodnym żywiącym się rybami. Jego pancerz tworzyły dwa rzędy przykręgowych osteoderm.
Według analizy filogenetycznej przeprowadzonej przez Montefeltro i in. Batrachomimus jest przedstawicielem kladu Neosuchia. Jego najbliższymi krewnymi są rodzaje Shamosuchus i Rugosuchus, wraz z którymi tworzy grupę Paralligatoridae, siostrzaną dla kladu Eusuchia, obejmującego m.in. współczesne krokodyle. Batrachomimus to najstarszy znany przedstawiciel kladu Paralligatoridae + Eusuchia, o co najmniej 30 mln lat starszy od pozostałych znanych jego przedstawicieli.
Nazwa rodzajowa Batrachomimus („naśladowca płazów”) pochodzi od faktu, że holotyp początkowo uznano za należący do permskiego płaza z grupy temnospondyli, oraz zastąpienia płazów przez krokodyle w ich ziemnowodnych siedliskach. Epitet gatunkowy gatunku typowego, patosbonensis, odnosi się do miejsca znalezienia holotypu – warstw formacji Pastos Bons.